# 원형훈
원형훈(1993년 9월 16일~)은 대한민국의 남자 배우이다.

## 출연작

### 드라마
- 2022년 tvn 《아다마스》 미스터한 역
- 2022년 SBS 《왜 오수재인가》 이시혁 역
- 2021년 웹드라마 《백수세끼》 주선호 역
- 2021년 웹드라마 《유메이크 미 댄스》 진홍석 역
- 2021년 웹드라마 《그대로 멈춰라》 이우경 역
- 2020년 JTBC 《너의 마음은 음소거》 정제원 역

### 영화
- 2018년 영화 《전역전야》 태수 역
- 2018년 영화 《기면증》 병철 역
- 2018년 영화 《입맞춤 틴트》
- 2017년 영화 《상상할수록 차가운》 인형 역
- 2017년 영화 《연극배우》 연극배우1 역
- 2017년 영화 《내가 너이를 닮고》 창식 역
- 2017년 영화 《인사동 연가》 장군 역
- 2017년 영화 《흑백사진》 사진관장 역
- 2017년 영화 《추격자》
- 2017년 영화 《비밀》
- 2016년 영화 《두연인》 동우 역
- 2016년 영화 《기권패》 태권도 선수 역
- 2016년 영화 《양아치 레퀴엠》 조달호 역

## 뮤지컬
- 《죽음과 소녀(슈베르트 役)》
- 《욕심 부리지마(독수공방 役)》
- 《헤드라인매치》

## 연극
- 《모피의 마리》 시인 역
- 《고양이 쇼조와 두 여자》 쇼조 역

## 학력
- 한국예술종합학교 연극원 연기과 예술사(졸업)
- 성균관대학교 자연과학캠퍼스 기계공학부(졸업)